# Johann Huber (Geistlicher)
Johann Huber, eigentlich Johannes Laurentius Huber, (* 17. Mai 1812 in Hägglingen, dort auch heimatberechtigt; † 16. August 1879 in Rigi Klösterli) war letzter Stiftspropst und Domkapitular am Münster zu St. Verena in Bad Zurzach.

## Leben
Johann Huber stammte aus einem christlichen Elternhaus, sein Vater soll nach einer Erblindung in seiner Jugendzeit durch Fürbitte in Einsiedeln wieder sehend geworden sein und pilgerte gemäss einem Gelübde bis in sein hohes Alter alljährlich nach Einsiedeln. Sein Sohn Johann besuchte von 1825 bis 1827 eine geistliche Privatschule seiner Heimatgemeinde Hägglingen und von 1827 bis 1831 das Gymnasium (Sekundarschule) in Baden AG. Hier war unterer anderen der Historiker Johann Baptist Brosi ein Lehrer. Danach besuchte er von 1831 bis 1833 das Lyzeum in Luzern unter anderen bei dem Historiker Joseph Eutych Kopp (mit welchem er auch später Kontakt hielt). Er studierte ab November 1833 an der katholisch-theologischen Fakultät in Tübingen, und ab Dezember 1835 in Besançon am erzbischöflichen Priesterseminar. Am 26. Dezember 1836 wurde er von Bischof Joseph Anton Salzmann in Solothurn zum Priester geweiht. Anschliessend war er als Kaplaneiverweser in Mellingen und zugleich als Religionslehrer am Lehrerseminar in Lenzburg (Jänner 1837 – April 1838) tätig. Er wurde Pfarrer in Ehrendingen (vom 10. Mai 1838 – 14. Dezember 1842) und danach Pfarrer in Lengnau, (18. Dezember 1842 – 8. Januar 1856), zugleich auch Dekan des Capitels Regensberg (1848–1856). Weiter wurde er Stiftsdekan und Pfarrer in Zurzach (13. Januar 1856 – 17. April 1864). Am 15. Januar 1864 wählte man ihm zum Stiftspropst und am 17. April 1864 zum nichtresidierenden Domherren des Bistums Basel auf dreifachen Vorschlag des Regierungsrates von Bischof Eugenius Lachat gewählt den 11. März 1868 und am 16. April gleichen Jahres vom Domkapitel des Bistums Basel in der bischöflichen Kathedrale von Solothurn investiert. Er war noch Zeuge der Aufhebung des 600-jährigen St. Verenastift in Zurzach durch den Grossrat am 17. Mai 1876. Er war der letzte von 37 Stiftspröpsten und starb resigniert in Rigi Klösterli.

## Wirken als Historiker
Johann Huber war unermüdlich im Erforschen der Archive und Bibliotheken und hinterliess wesentliche Arbeiten durch Urkundenforschung zur Geschichte seiner Heimat.

## Werke (Auswahl)
- Geschichte des Stifts Zurzach. 1869
- Urkunden zur Geschichte des Stifts Zurzach. 1873
- Das Leben der heiligen Jungfrau Verena. 1878
- Die Regesten der ehemaligen St. Blasier Propsteien Klingnau und Wislikofen im Aargau, 1878